# Plaça de la Creu (Molins de Rei)
La Plaça de la Creu és un conjunt arquitectònic de Molins de Rei (Baix Llobregat). El nom actualli ve donat per la creu que s'alça gairebé al bell mig seu. La creu actual és una reproducció de l'antiga creu de terme, situada estilísticament entre un gòtic tardà i principis del renaixement, ja que va ser destruïda als inicis del segle xix, durant la Guerra del Francès. Les restes de la creu original es conserven al Museu Municipal i és a partir d'elles que se n'ha fet la reproducció, inaugurada l'any 2007, que substitueix una creu moderna alçada l'any 1944.
La plaça l'envolta un sòcol, que correspon a les restes de l'antiga plaça del mercat. L'any 1890, les transaccions de venda es portaven a terme en aquesta plaça, però a cel obert, amb només algun cobert de fusta. A partir d'aquesta data, l'arquitecte municipal Antoni Rovira i Rabasa dissenya un edifici amb parades a l'interior i al seu voltant, un mercat diari que perdurà fins al 1935, data en què va ser enderrocat i s'inaugurà el nou mercat.
A la plaça hi ha uns altres elements significatius, com la llinda de la portalada d'una de les cases, la número 9, on es poden apreciar les restes d'un probable escut de pedra dels Requesens. Es considera que aquesta portalada havia estat una de les entrades als jardins del palau de Requesens.
Dins la plaça hi ha la font del Patufet, que data de 1954, d'un estil figuratiu popular. Representa el personatge del Patufet en fosa de bronze als Tallers Bechini de Barcelona.
Actualment, la plaça és un dels vèrtexs urbanístics entre el carrer Major i el carrer Rafael Casanova, antic camí reial.